# Starý Prosek
Starý Prosek (německy Alt Prossek) je lokalita, původně samostatná vesnice, v nejstarší části dnešní pražské čtvrti Prosek v městské části Praha 9. 

## Historie
Některé nálezy z tohoto místa ukazují na osídlení již v době kamenné, nicméně s jistotou lze o trvalém osídlení hovořit od 10. století n. l. To je období, kdy zde vznikala na vyvýšeném místě nad Libní a Vysočany původní ves s návsí a s vinicí.  
Zřejmě ve druhé polovině 11. století vznikl v jádru románský kostel sv. Václava, jeden z nejstarších kostelů v Praze, který je historickou dominantou lokality. Ke kostelu se hřbitovem později přibyla barokní budova fary a zvonice. V sousedství kostela se nachází bývalý statek U Hausmanů z roku 1850, dnešní sokolovna, jejíž historie je v roce 1942 spjata s parašutisty Jozefem Gabčíkem a Janem Kubišem z operace Anthropoid.
Kolem návsi se soustředila většina společenského života tehdejší obce a v průběhu staletí zde vznikaly další významné budovy, stará škola (dnes ZUŠ), hostinec U Brabců otevřený v roce 1920, kde se pořádala divadelní i hudební představení. Budova, jejíž historie podle některých zdrojů sahá až do středověku, musela být po roce 2020 stržena z důvodu nestabilní statiky a na jejím místě byla vystavěna zcela nová budova.
V posledních letech probíhá snaha o obnovu někdejšího kulturního života okolo bývalé návsi, dnešního náměstí. Pro realizaci tohoto projektu vznikla iniciativa s názvem „Parter Starý Prosek“. Jejím cílem je revitalizace starého Proseka v okolí kostela sv. Václava. Dosavadní opakované snahy o zapsání Starého Proseka na seznam kulturních památek byly doposud neúspěšné, neboť na základě posudku Národního památkového ústavu ministerstvo kultury žádost radnice Prahy 9 zamítlo.

## Pamětihodnosti
- Kostel svatého Václava (Prosek)
- Fara na Proseku
- Stará škola, Na Proseku 45/9; dostavěna r. 1889
- Nová škola, U prosecké školy 92/19, postavena r. 1907 (ZUŠ)
- Prosecké skály
- Vinice Máchalka
- Prosecký rybník
- Prosecká sokolovna
- Hostinec U Brabců
- Bobová dráha Prosek
- Nový Prosek

## Galerie

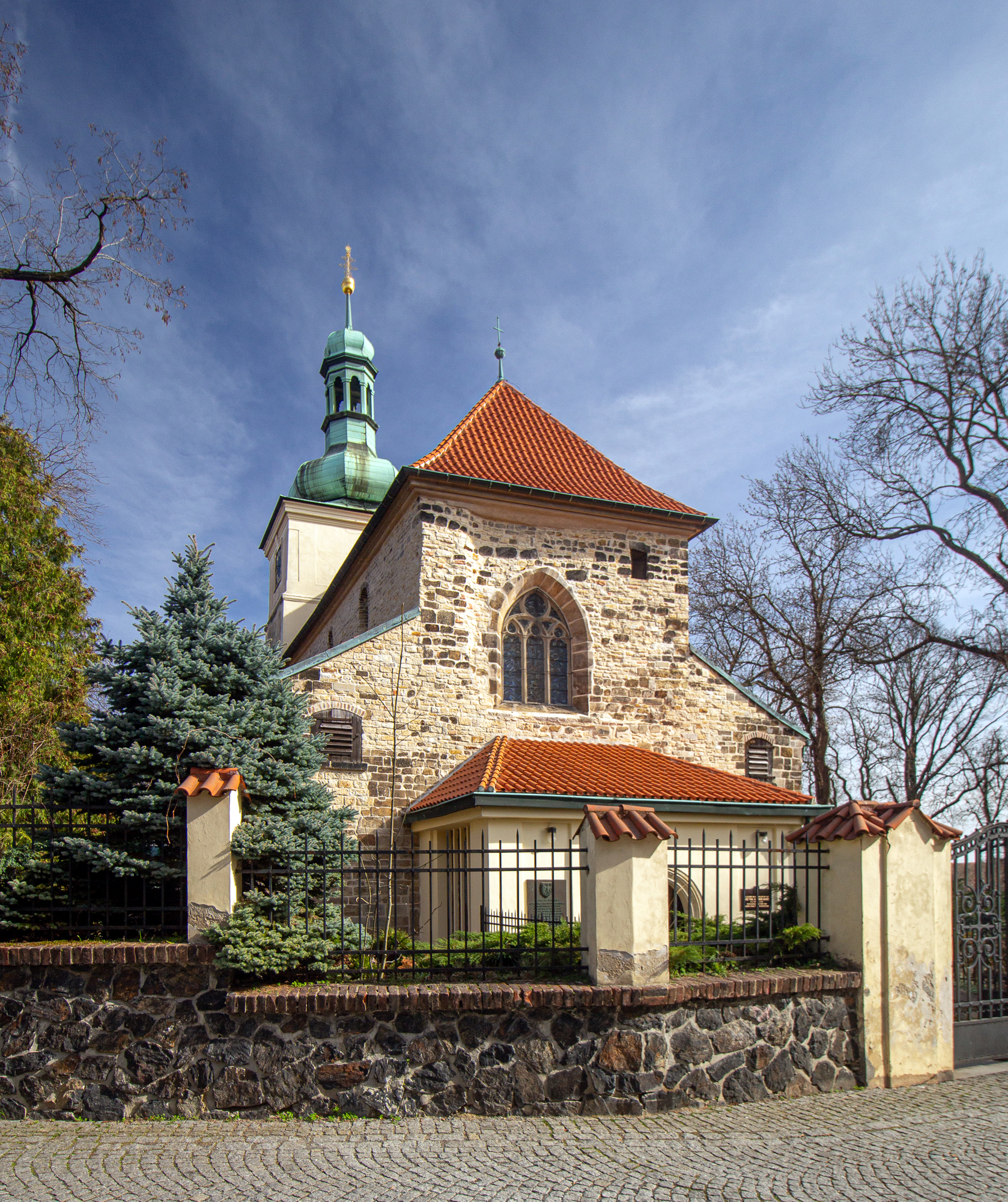
Kostel svatého Václava
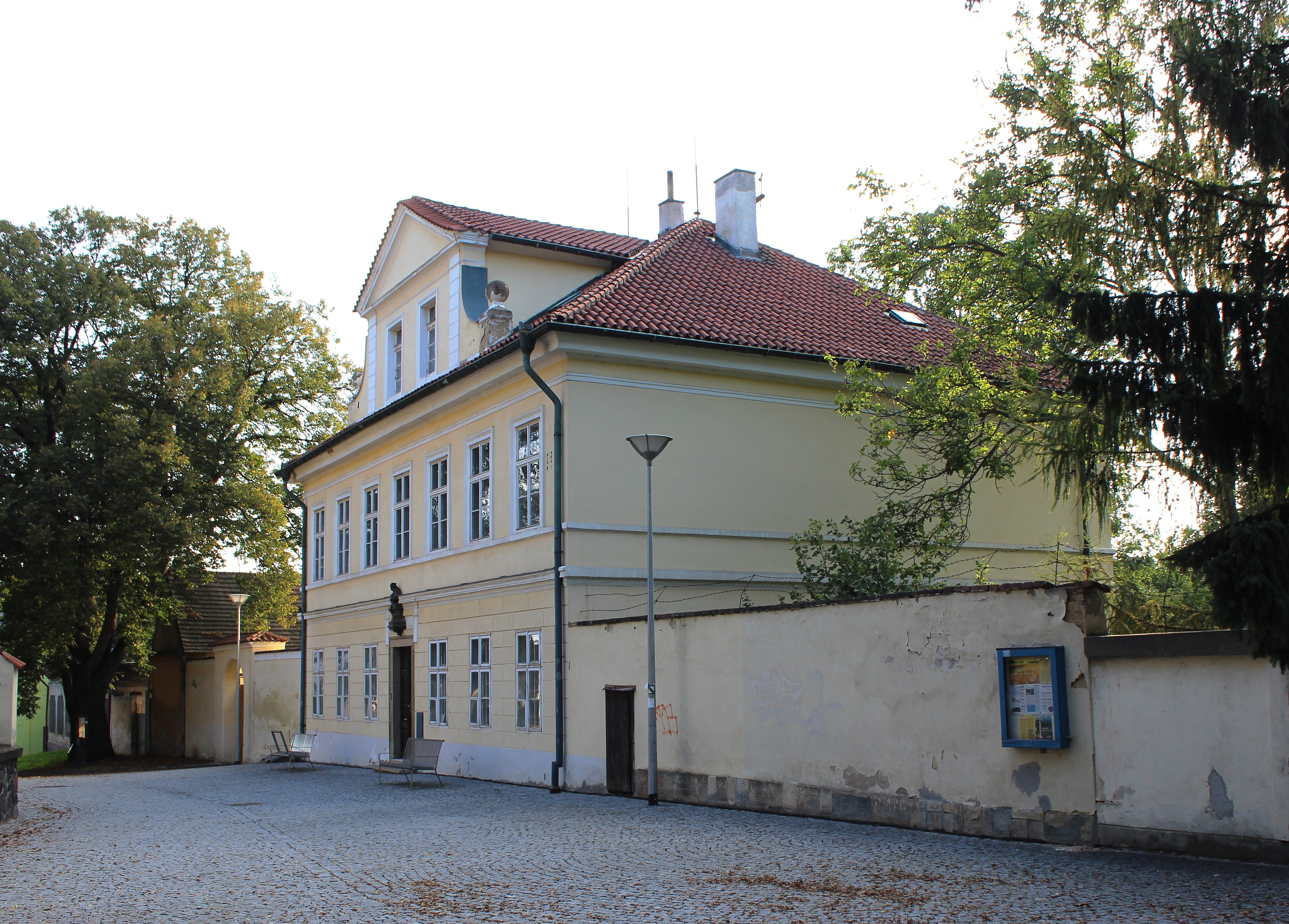
Fara
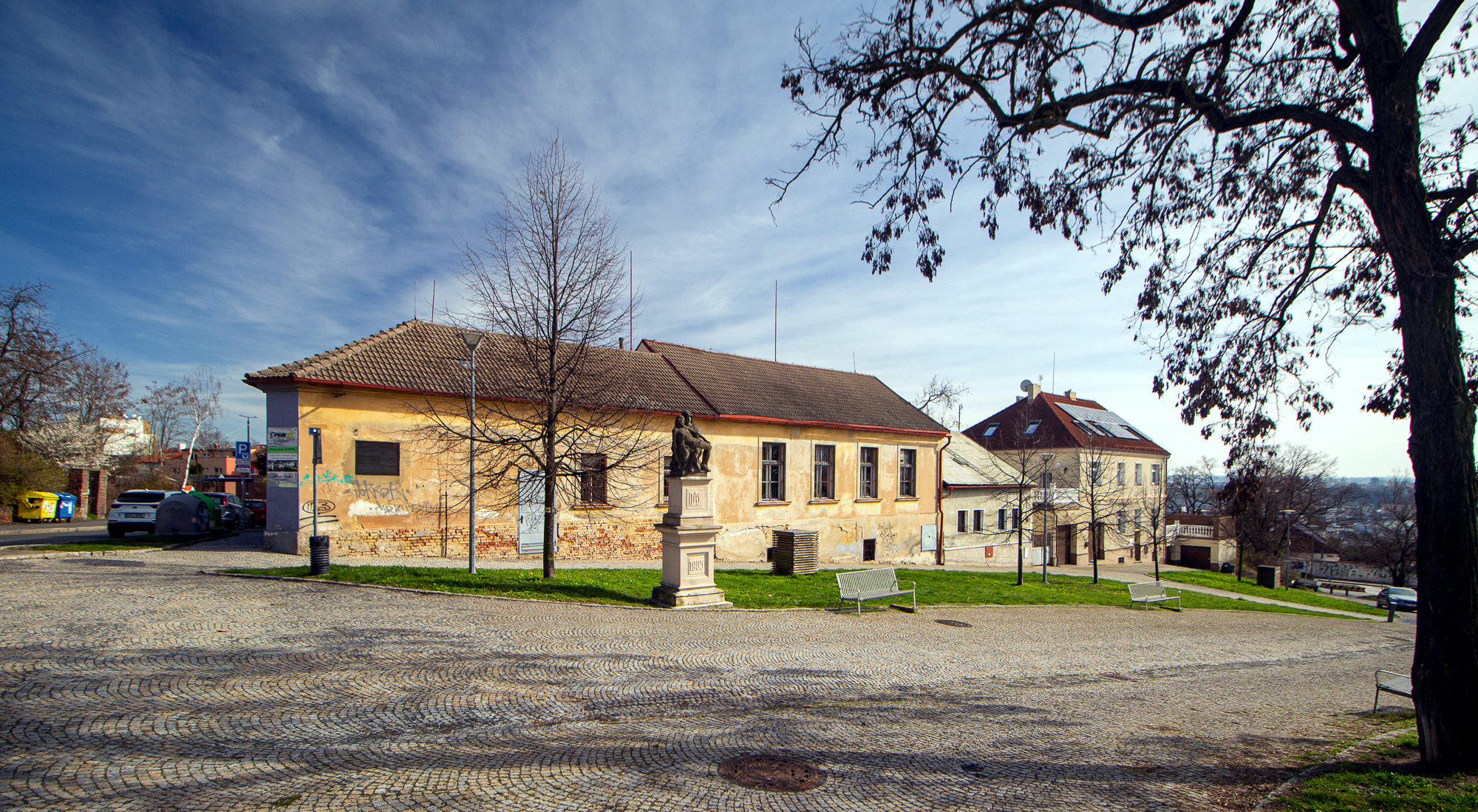
Náves/náměstí na starém Proseku
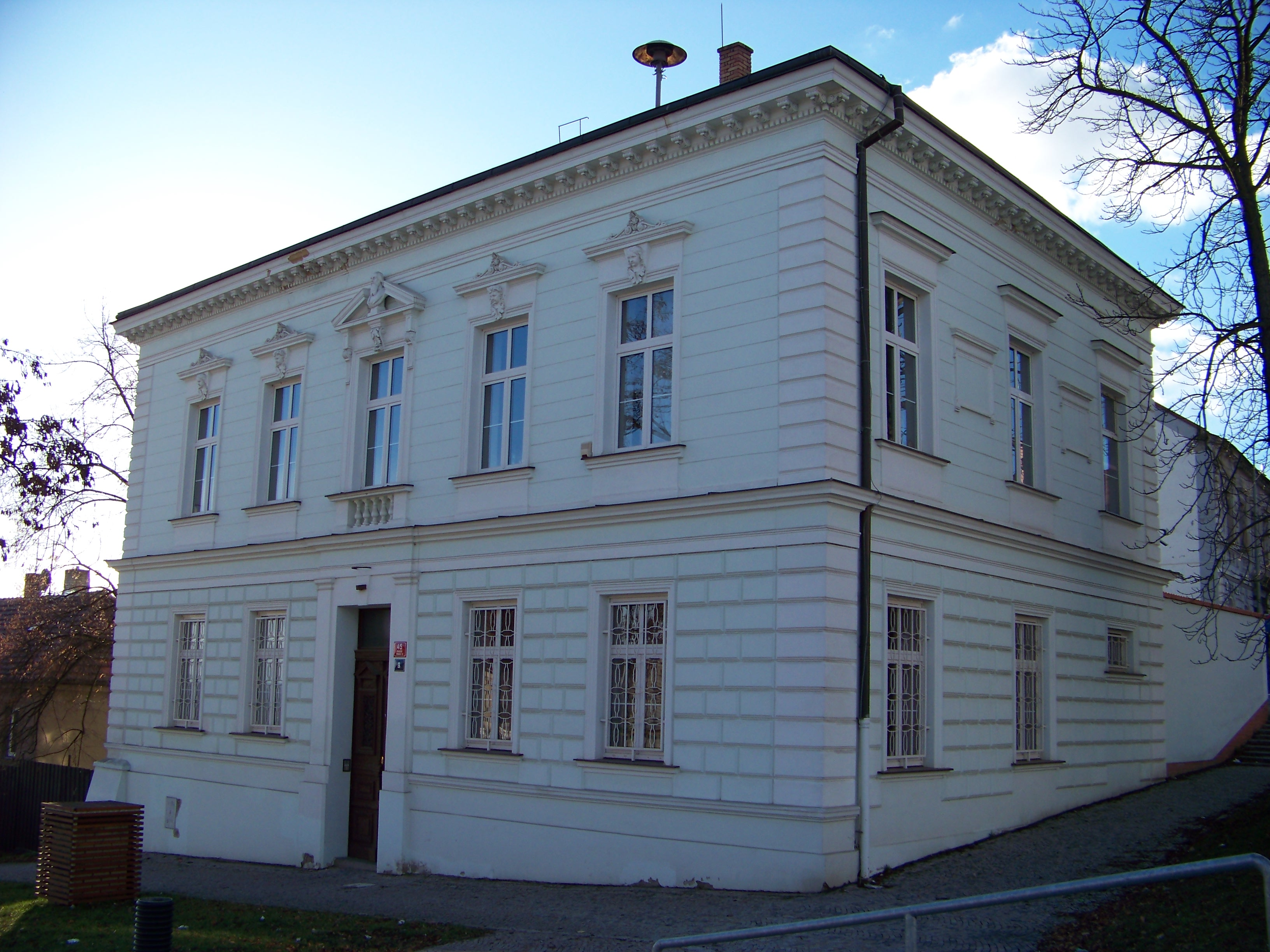
Stará škola
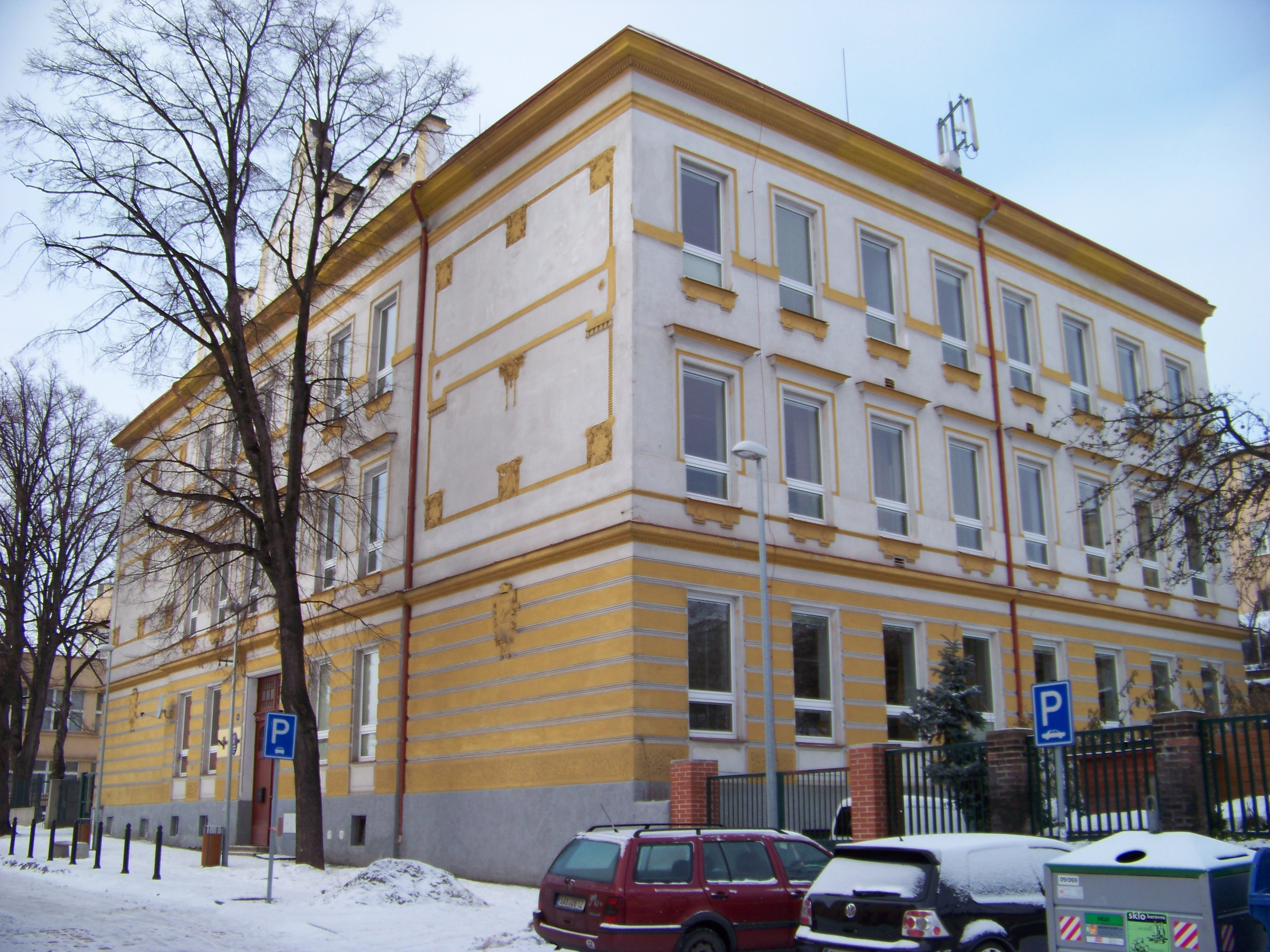
Nová škola